# Eueides romani
Eueides romani är en fjärilsart som beskrevs av Felix Bryk 1953. Eueides romani ingår i släktet Eueides och familjen praktfjärilar. Inga underarter finns listade i Catalogue of Life.